# Т-500 (самолёт)
Т-500 (МВ-500) — российский легкомоторный самолёт сельскохозяйственного назначения.. Предназначался для проведения авиационно-химических работ, а также мониторинга окружающей среды, обследования крупных промышленных объектов, осуществления воздействия на погоду, обработки лесов от вредителей и ликвидации разливов нефти.

## История
Воздушное судно МВ-500 было создано и поднято в воздух в начале 2000-х годов казанским ООО «Фирма „МВЕН“». Компания с 1990 года специализировалась на разработке и изготовлении парашютных систем для спасения легких летательных аппаратов в аварийных ситуациях. С 2000 года компания занялась легкими самолетами для сельского хозяйства. При поддержке Фонда содействия развитию малых форм предприятий в научно-технической сфере МВЕН вел штучное производство самолетов.
В середине 2010-х к проекту в рамках увеличения доли гражданской продукции подключилось подразделение Ростеха ГНЦ ОНПП «Технология». Впервые совместная модернизированная машина, получившая индекс Т-500, была представлена на выставке МАКС-2017. 6 сентября 2018 года был получен сертификат типа. В 2018 году Ростех сделал первый серийный заказ на 10 машин, которые были построены на мощностях МВЕН. Предполагается что авиакомпания «РусАвиа» начнет эксплуатацию этих машин в 2019 году.
Тем не менее мощности МВЕН оказались малы для планов Ростеха довести производство до сотни машин в год. Первоначально МВЕН предполагал расширение своих мощностей в селе Державино Лаишевского района. Однако Ростех решил построить свой завод и аэродром для сборки самолетов малой авиации на территории особой экономической зоны Иннополис. Весной 2019 года был дан старт строительству, предполагалось начать производство самолетов на этом объекте в 2022 году. Часть ответственных композитных деталей планера предполагалось изготавливать на заводе ОНПП «Технология» в Обнинске.
Итогом судебных претензий к ООО «МВЕН» от АО «Обнинское научно-производственное предприятие „Технология“ им. Ромашина», входящего в «Ростех», стало закрытие производства самолетов, а также самой компании МВЕН.

## Конструкция
Самолёт представляет собой цельнокомпозитный одноместный низкоплан, с неубирающимся шасси, позволяющим эксплуатацию вне аэродромов. Благодаря использованию метода горячего формования самолёт пригоден для использования в районах со сложными климатическими условиями. Самолёт снабжён быстродействующей парашютной системой спасения лётчика и самолёта. Форсуночная система рассчитана на технологию сверхмалообъёмного распыления, есть возможность распыления на сверхмалой высоте, что позволяет, благодаря турбулентному потоку, покрывать распыляемой смесью и нижнюю часть листьев растений.

## Технические характеристики
- Размах крыла 12,4 м,
- Длина — 7,7 м,
- Высота — 2,3 м.
- Двигатель — Lycoming O-540 на 8,87 литра, мощностью до 315 л.с. с ресурсом 3 тыс. летных часов.
- Крейсерская скорость 160 км/ч,
- максимальная дальность полета — 1000 км.
- Вес пустого — 756 кг.
- Максимальный взлетный вес — 1510 кг,
- Объём бака для химсмеси — 500 л.

## Производство
Производство предполагалось вести на двух площадках — ОНПП «Технология» в Обнинске и МВЕН в Татарстане.
Ожидаемый объём производства заявлялся в размере 60 шт. в год.

## Заказы
В России к самолёту проявляли интерес руководство республики Татарстан и Калужской области.
Продвижением на российский рынок будет заниматься компания «Росагролизинг»
Велись переговоры с возможными заказчиками из Португалии и Анголы.

## Судебный иск
ОНПП «Технология» (Обнинск) отказалась принять первую партию из 10 машин и обратилась в Арбитражный суд РТ с иском на 140 млн рублей для возвращения аванса. При этом истец потребовал арестовать изготовленную партию самолётов и патенты на них.
Десять самолетов Т-500, заказанных Обнинским научно-производственным предприятием «Технология» им. А.Г. Ромашина (дочерняя структура «Ростеха») у компании МВЕН, пропали, сообщил РБК первый заместитель генерального директора «Технологии» Алексей Будыкин. Пропажа была обнаружена 13 декабря 2021 г. во время судебной экспертизы